# Claudio Castellacci
Claudio Castellacci (Arezzo, 15 gennaio 1949) è un giornalista e scrittore italiano.

## Biografia
È stato tra i primi a usare l'espressione Mani pulite in un libro dal titolo omonimo pubblicato nel 1977, con prefazione di Ugoberto Alfassio Grimaldi, direttore di Critica Sociale. Il titolo prende spunto da una intervista che Giorgio Amendola, deputato per il Partito Comunista Italiano aveva rilasciato al giornalista Manlio Cancogni, pubblicata da Il Mondo il 10 luglio 1975, in cui rispondendo a critiche mosse al PCI sull'onestà nella gestione delle amministrazioni pubbliche disse: "Ci hanno detto che le nostre mani sono pulite perché non l'abbiamo mai messe in pasta. Come se non si potessero avere dei grandi affari amministrando l'opposizione in una certa maniera". L'espressione "Mani pulite" fu poi anche ripresa dal presidente della Repubblica Sandro Pertini, in un discorso ai giovani tenuto nel 1980 in cui disse: "Chi entra in politica, deve avere le mani pulite".
Ha scritto per Alfabeta. È stato collaboratore della Terza Pagina del Corriere della Sera. Ha lavorato a Hong Kong, Istanbul e Atene ed è stato per quasi un decennio corrispondente del gruppo Rizzoli Corriere della Sera a Los Angeles, California. Si è occupato a lungo di editoria internazionale, progettando, fra l'altro, l'edizione spagnola del settimanale Io donna. Cura una rubrica di libri e cultura pop sul portale RCS/Oggi. Ha insegnato al Master di Giornalismo presso l'Alta Scuola in Media, Comunicazione e Spettacolo dell'Università Cattolica del Sacro Cuore di Milano.  È stato il direttore esecutivo della rivista internazionale Cartier Art, dal 2001, anno della sua fondazione, al 2012. Scrive per doppiozero. Collabora con la Fondazione Cologni dei Mestieri d'Arte.

## Opere
- Mani pulite, Prefazione di Ugoberto Alfassio Grimaldi, Milano, SugarCo Edizioni, 1977.
- Sulla nostra pelle, con Gaetano Azzolina, Milano, SugarCo, 1978.
- Macondo, con Mauro Rostagno, Milano, SugarCo, 1978.
- La libera muratoria, a cura di, SugarCo, 1978.
- Ma il maccherone mio non muore, con Vincenzo Mollica, Lalli Editore, 1980.
- Fred Buscaglione Forever, con Vincenzo Mollica, Il Candelaio, 1981.
- Senza cuore, con Gaetano Azzolina, Milano, Rizzoli, 1981.
- Los Angeles Babilonia, con Silvia Bizio, Milano Libri, 1984.
- Il meglio di Linus, con Fulvia Serra, Milano Libri, 1985.
- Io, il tenente Colombo, a cura di, Milano Libri, 1986.
- Il colpo di fulmine, Milano, Rizzoli, 1986.
- Ho sognato California, con Patrizia Sanvitale, Milano, Rizzoli, 2001.
- Il tipografo, con Patrizia Sanvitale, Milano, Il Saggiatore, 2004.
- Let the Children Play, a cura di, Laureus Sport for Good Foundation, 2007.
- Lo spettacolo della bellezza, con Patrizia Sanvitale, Venezia, Marsilio, 2020.
- AA.VV., Steinberg, A-Z, Milano, Electa, 2021.
- Chez Giorgio (Soavi), Antiga Edizioni, 2022.
- Los Angeles e le radici della cultura pop, Bologna, Odoya, 2024.
- Spie a Hollywood. 1933-1945, Bologna, Odoya, 2024.

| Controllo di autorità | SBN CFIV028858 |